# Philautus oxyrynchus
A Philautus oxyrhynchus a kétéltűek (Amphibia)  osztályába, a békák (Anura) rendjébe és az evezőbékafélék (Rhacophoridae) családjába tartozó kihalt faj.

## Előfordulása
Srí Lanka területének endemikus faja volt.

## Megjelenése
Alapszíne szürke színű, lábait sárga csíkok tarkították, hátán vörös homokóra alakú minta volt.

## Kihalása
Kihalásának oka nem ismert, bár a fő tényező valószínűleg élőhelyének elvesztése volt